# Mads Andersen (skakspiller)
 For alternative betydninger, se Mads Andersen. (Se også artikler, som begynder med Mads Andersen)
Mads Andersen (født 1. marts 1995) er en dansk stormester i skak. Han er tre gange blevet danmarksmester i skak senest i 2020.

## Skakkarriere
Andersen er født i 1995 og vandt titlen som international mester (IM) i 2011 og blev stormester (GM) i 2016. Han vandt DM i skak i 2016, 2017 og 2020. Han er rangeret som den næstbedste danske spiller på Verdensskakforbundets ratingliste (opdateret november 2020). I marts 2018 deltog han som eneste dansker i det individuelle EM i skak. Han sluttede som nummer 100 ud af 150 deltagere med en score på 6/11 (+3-2=5).